# Lubeck (Virginia Occidentale)
Lubeck è un census-designated place (CDP) degli Stati Uniti d'America, situato nello stato della Virginia Occidentale, nella contea di Wood. Secondo il censimento del 2020 gli abitanti di Lubeck ammontavano a 1309.